# Claudia Zablah
Claudia Zablah Massad (2 de febrero de 1978, El Salvador) es una administradora de empresas, psicóloga y escritora salvadoreña de ascendencia palestina nacionalizada hondureña.

## Biografía y carrera
Zablah nació en El Salvador, su padre es un comerciante de origen palestino. Desde temprana edad, emigró a Honduras, donde obtuvo la nacionalidad. Estudió Administración de Empresas en la Universidad Autónoma Metropolitana, y posteriormente obtuvo una maestría en neurolingüística.
 También obtuvo una certificación de Life Coach por parte de Radiant Health Institute. Zablah creó la campaña de salud mental ¡Podemos estar bien!, la cual ha sido implementada en numerosas universidad latinoamericanas.

## Obras
- Revolución mental (2018)[1][2][4][5][9][10][13]
- El lenguaje de los miedos (2020)[6][7][14]
- Beatriz (2021)[15][16][17][18][19]